# Yul Brynner
Yul Brynner, właściwie Julij Borisowicz Brinier (ros. Юлий Борисович Бринер; ur. 11 lipca 1920 we Władywostoku, zm. 10 października 1985 w Nowym Jorku) – amerykański aktor urodzony w Rosji.
Laureat Oscara dla najlepszego aktora pierwszoplanowego za rolę króla Mongkuta w filmie Król i ja (1956).
8 lutego 1960 otrzymał własną gwiazdę w Alei Gwiazd w Los Angeles znajdujące się przy 6162 Hollywood Boulevard.

## Życiorys
Brynner w ciągu swego życia podawał różne wersje na temat swojego pochodzenia i młodości. Twierdził m.in., że urodził się w 1915 na wyspie Sachalin jako syn Mongoła i Rosjanki, a jego prawdziwe nazwisko brzmiało Taidje Khan. Kwestie te wyjaśnia jego syn Rock w napisanej przez siebie biografii ojca wydanej w roku 1989.
Yul Brynner urodził się prawdopodobnie 11 lipca 1920 we Władywostoku. Jego matka, Marusia Dimitrijewna (z domu Blagowidowa), była śpiewaczką, córką rosyjskiego lekarza, a ojciec, Boris Juliewicz Brinier, był rosyjskim inżynierem górnictwa, którego przodkowie pochodzili ze Szwajcarii. Gdy ojciec Brynnera opuścił rodzinę i związał się z przygodnie poznaną aktorką, matka zabrała Julija i jego siostrę Wierę i przeniosła się do Harbinu w Chinach. Tam młody Yul mieszkał do roku 1934, kiedy to cała rodzina, w obawie przed wybuchem wojny pomiędzy Japonią i Chinami, wyjechała do Paryża, gdzie przed wojną był maszynistą w teatrze Pitoëffów. Młody Yul zarabiał na życie grając na bałałajce i śpiewając w nocnych klubach. Przez krótki okres występował również w cyrku jako akrobata, ale na skutek kontuzji musiał zrezygnować z kariery.
Po zajęciu Francji przez Niemcy (1940) wyjechał do Stanów Zjednoczonych. Początkowo ze względu na znajomość języka francuskiego pracował w Biurze Informacji Wojennej, czytając komunikaty wojenne transmitowane na terytorium okupowanej Francji. Jednocześnie studiował aktorstwo. Potem przez lata podróżował po kraju z trupą teatralną. W 1941 zadebiutował na Broadwayu w roli Fabiana w komedii Williama Shakespeare’a Wieczór Trzech Króli. Drogę do filmowej kariery otworzyły mu występy w spektaklach broadwayowskich: komedii Księżycowy winorośl (1943) jako Andre, musicalu Pieśń lutni (1946) jako Tsai–Yong i komedii muzycznej Dom słodki Homera (1976) na podstawie Odysei Homera w roli Odyseusza. Po raz pierwszy trafił na mały ekran w roli tytułowej w serialu Pan Jones i jego sąsiedzi (Mr. Jones and His Neighbors, 1944). Debiutował na kinowym ekranie w roli przemytnika narkotyków Paula Vicoli w dramacie kryminalnym noir László Benedeka Port Nowego Jorku (Port of New York, 1949).
Rolą jego życia okazała się kreacja króla Syjamu w broadwayowskim musicalu  Król i ja, która spotkała się z olbrzymim uznaniem krytyki i publiczności, została uhonorowana nagrodą Tony Award w 1952 dla najlepszego aktora drugoplanowego w musicalu i w 1985. W latach 1951–1954 wystąpił w tym przedstawieniu na Broadwayu 1246 razy, po czym w 1956 zagrał w filmowej wersji musicalu w reżyserii Waltera Langa. Za rolę w tym filmie otrzymał Oscara i był nomonowany do Złotego Globu w kategorii najlepszy aktor w filmie komediowym lub musicalu. Łącznie na scenie w postać króla Syjamu wcielił się 4625 razy, po raz ostatni na kilka miesięcy przed śmiercią w 1985. Właśnie dla tej roli w 1954 zgolił włosy i tak już pozostało. Do włosów powrócił na krótko pod koniec lat 50. Jego łysina stała się z czasem jego znakiem firmowym. Był pierwszym hollywoodzkim idolem, który był kompletnie łysy. 
Reżyser Cecil B. DeMille zaangażował Brynnera do roli faraona Ramzesa Wielkiego w biblijnej superprodukcji Dziesięcioro przykazań (1956) po tym, jak zobaczył go w scenicznej wersji Króla i ja. Powiedział mu za kulisami spektaklu, że jest jedynym, który może wcielić się w tę postać. Film okazał się wielkim sukcesem kasowym i sprawił, że Brynner odebrał nagrodę National Board of Review dla najlepszego aktora i stał się jedną z najbardziej pożądanych przez reżyserów gwiazd Hollywood. W kolejnych latach zagrał generała Siergieja Bounina w dramacie historycznym Anatole’a Litvaka Anastazja (1956) i Dmitriego Karamazowa w ekranizacji Braci Karamazow (1958). King Vidor zatrudnił Brynnera do roli króla Salomona w biblijnym melodramacie kostiumowym Salomon i Królowa Saby (1959), w którym zastąpił zmarłego w trakcie zdjęć Tyrone’a Powera. Udowodnił, że świetnie czuje się w westernach: Siedmiu wspaniałych (The Magnificent Seven, 1960) jako Chris Larabee Adams, Jedzie Villa (Villa Rides, 1968) jako Pancho Villa i Świat Dzikiego Zachodu (Westworld, 1973) w roli rewolwerowca Robota. 
W 1967 ukazał się album The Gypsy and I: Yul Brynner Sings Gypsy Songs.

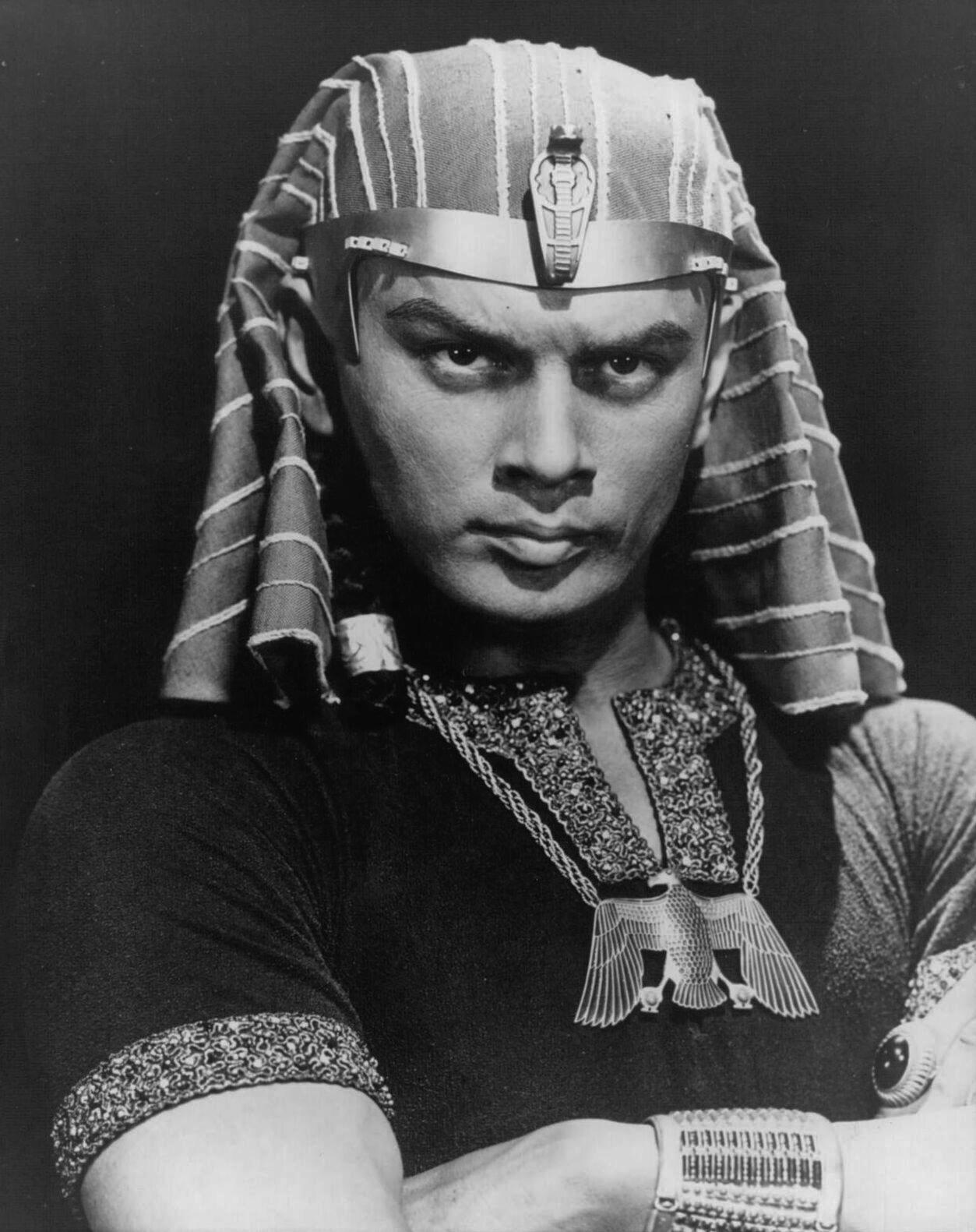
Yul Brynner na fotosie z filmu Dziesięcioro przykazań (1956)

Był też aktywnym fotografem, po jego śmierci córka, Victoria Brynner, wydała album Yul Brynner: Photographer. Ponadto napisał dwie książki: Bring Forth the Children: A Journey to the Forgotten People of Europe and the Middle East (1960) i kucharską The Yul Brynner Cookbook: Food Fit for the King and You (1983).

## Życie prywatne
Był czterokrotnie żonaty:
- Virginia Gilmore (od 1944 do 1960, rozwód); syn Yul „Rock” Brynner II (ur. 1946)
- Doris Kleiner (od 1960 do 1967, rozwód); córka Victoria Brynner (ur. 1962)
- Jacqueline Thion de la Chaume (od 1971 do 1981, rozwód); dwoje adoptowanych wietnamskich dzieci
- Kathy Lee (od 1983 do 1985, jego śmierć)

Brynner miał także jeszcze nieślubną córkę (ur. 1958).
Z wieloma gwiazdami Hollywood łączyły go gorące romanse. Wśród jego przyjaciółek znajdowały się m.in. Marlena Dietrich, Judy Garland.

### Śmierć
Zmarł 10 października 1985 w Nowym Jorku na raka płuca w wieku 65 lat. Tego samego dnia w Los Angeles umarł Orson Welles.
Brynner przez lata był nałogowym palaczem, co było główną przyczyną jego choroby. Zaczął palić papierosy jako 12–letni chłopiec. Mimo iż materiały promocyjne jego kolejnych filmów często przedstawiały go z papierosem w ręce, aktor rzucił nałóg w 1971. W 1983, tuż przez 4000. przedstawieniem Króla i ja Brynner otrzymał wyniki lekarskiego badania, z których wynikało, że ma nieoperacyjnego raka płuc. Na początku 1985 wystąpił w programie Good Morning America, w którym mówił o szkodliwości palenia i zgubnych skutkach tego nałogu: „Gdybym mógł narodzić się raz jeszcze, za nic i nigdy nie wziąłbym do ust papierosa”. Stał się bohaterem antynikotynowej kampanii. Po jego śmierci wyświetlano spot z przesłaniem od aktora: „Teraz, gdy odszedłem, mówię ci nie pal. Cokolwiek robisz, po prostu nie pal. Gdybym mógł cofnąć czas i nie palić, nie mówilibyśmy teraz o moim raku. Jestem tego pewien”.

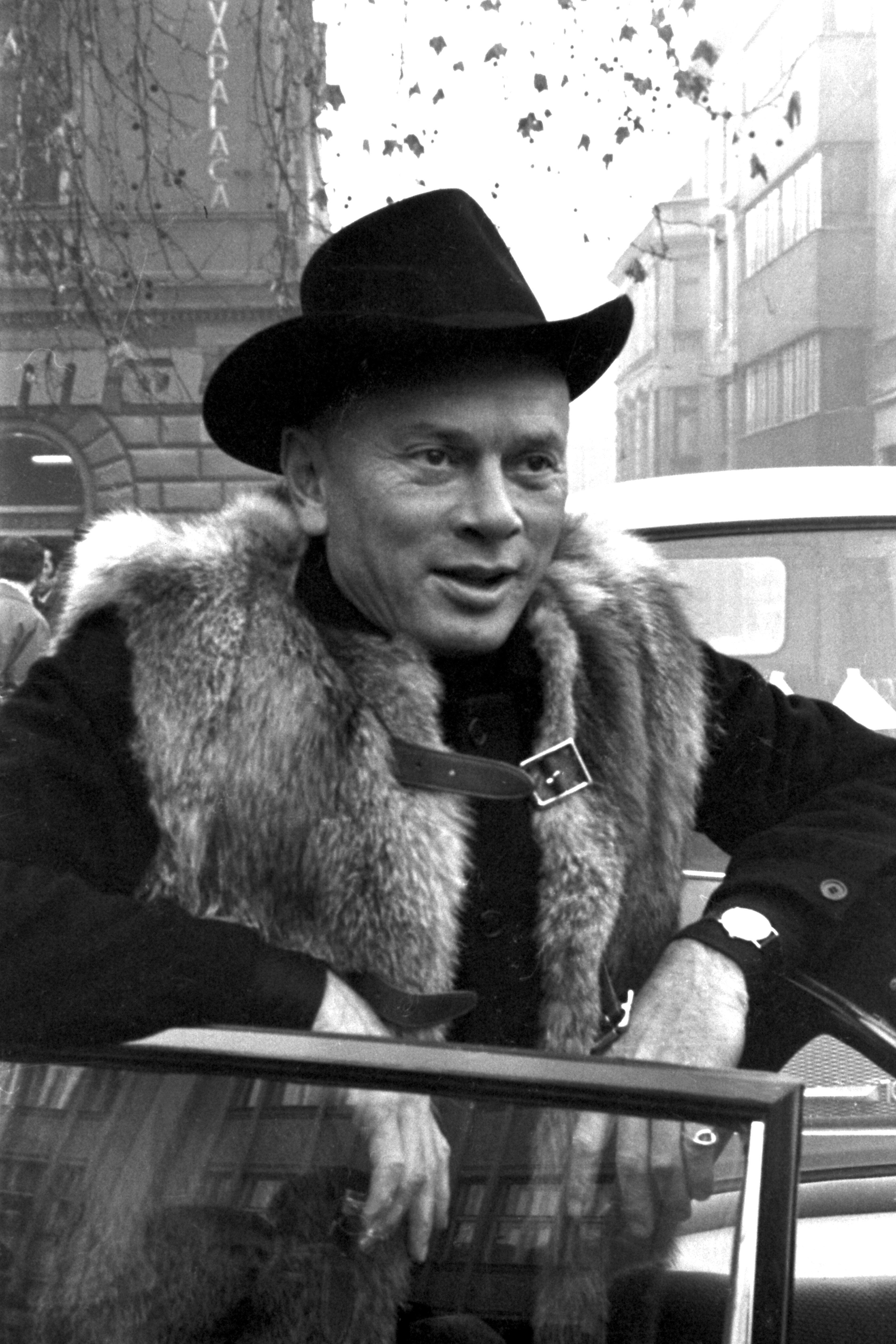
Yul Brynner w Sarajewie (1969)

Aktor jest pochowany we Francji przy klasztorze św. Michała, niedaleko Luzé.

## Filmografia
- Port Nowego Jorku (1949) jako Paul Vicola
- Król i ja (1956) jako Mongkut – król Syjamu
- Dziesięcioro przykazań (1956) jako faraon Ramzes II
- Anastazja (1956) jako książę Bounin
- Bracia Karamazow (1958) jako Dmitri Karamazow
- Korsarz (1958) jako Jean Lafitte
- Podróż (1959) jako mjr Surow
- Wściekłość i wrzask (1959) jako Jason Compson
- Salomon i Królowa Saby (1959) jako Salomon
- Testament Orfeusza (1960) jako L’huissier
- Siedmiu wspaniałych (1960) jako Chris Adams
- Żegnaj ponownie (1961) jako gość w klubie
- Taras Bulba (1962) jako Taras Bulba
- Ucieczka z Zahrainu (1962) jako Sharif
- Królowie słońca (1963) jako Black Eagle
- Zaproszenie dla rewolwerowca (1964) jako Jules Gaspard d’Estaing
- Morituri (1965) jako kpt. Rolf Mueller
- Mak również jest kwiatem (1966) jako płk Salem
- Agent o dwóch twarzach (1966) jako płk Baron von Grunen
- Powrót siedmiu wspaniałych (1966) jako Chris Adams
- Cień olbrzyma (1966) jako Asher Gonen
- Podwójny agent (1967) jako Dan Slater/Kalmar
- Villa Rides (1968) jako Pancho Villa
- Bitwa nad Neretwą (1969) jako Vlado
- Wariatka z Chaillot (1969) jako przewodniczący
- Latarnia na końcu świata (1971) jako Jonathan Kongre
- Aresztuję cię, przyjacielu (1971) jako Catlow
- Adios Sabata (1971) jako Sabata/Indio Black
- Policjanci (1972) jako głuchoniemy
- Wąż (1973) jako Vlassov
- Świat Dzikiego Zachodu (1973) jako Rewolwerowiec – Robot
- Ostatni wojownik (1975) jako Carson
- Świat przyszłości (1976) jako Rewolwerowiec/Wspaniały kochanek